# Bobo Ashanti
A Bobo Ashanti (más néven Priestly Order of Rastafari, Ethiopia Africa Black International Congress, Church of True Divine Salvation for Bobo Rasta, vagy Bobo Shanti) rasztafári vallási
felekezetet a 20. század közepén alapította 
Charles Edwards (más néven King Emmanuel) 
akit sokan a  fekete messiásnak tekintenek. Tagjainak többsége, akiket „Bobó”-nak vagy  „Bobo dread”-nek neveznek, a Bobo Hill-en él, amely egy kis közösség Bull Bay közelében. A  bobo-k a  „My Lord” (Uram) megtisztelő köszönéssel üdvözlik egymást és könnyen felismerhetőek turbánjukról és hosszú tógaszerű öltözetükről, valamint a seprűről, amit maguknál hordanak a tisztaság jelképeként.
Kingstonban árulják is a seprűt, hogy ezzel pénzt szerezzenek a közösség számára.  A bobók szoros kapcsolatot alakítottak ki a Bobo Hill melletti közösséggel és gyakran meghívják a helyieket a vallási szolgálataikra. 
Az  Ethiopia Africa Black International Congress  tagjainak száma világszerte nő, és ma már számos tagjuk van  Afrikában, Európában és a karib-tengeri  szigeteken is. 
Számos reggae-zenész a  Bobo Shanti sorai közül került ki, többek között a  The Abyssinians, Sizzla, Capleton, Anthony B, Perfect, Turbulence, és Ras Shiloh is.
Sokan  Bobo Shanti-nak mondják magukat, bár vannak olyanok is akik nem tettek Bobo fogadalmat, tehát szigorú értelemben véve nem hívhatnák magukat Bobo-nak.